# 신구범
신구범(愼久範, 1942년 2월 2일~2023년 11월 2일)은 대한민국의 공무원, 정치인이다. 제29·31대 제주도지사를 지냈다.

## 경력
- 1967년 행정고시 합격
- 1993년 농림수산부 기획관리실장
- 1993년 12월~1995년 3월 제29대 제주도지사
- 1995년 7월~1998년 6월 제31대 제주도지사
- 1998년 자유민주연합 특임촉탁위원
- 1999년 제8대 축산업협동조합중앙회장
- 2000년 플러스생활복지연구소 이사장
- 2001년 한나라당 국책자문위원
- 2002년 한나라당 행정위원
- 2004년 11월~ 삼무 대표
- 2014년~2015년 새정치민주연합 상임위원
- 2015년~2017년 1월 23일: 더불어민주당 전임위원
- 2017년 2월 20일~2017년 3월 16일: 바른정당 최고위원 겸 고문
- 2017년 4월 25일: 자유한국당 최고위원
- 대한애국당
- 우리공화당
- 자유공화당
- 우리공화당

## 학력
- 제주북초등학교 졸업
- 조천중학교 졸업
- 1960년 오현고등학교 졸업
- 1962년 육군사관학교 중퇴
- 1973년 노스캐롤라이나 대학교 경제학 학사
- 1975년 노스캐롤라이나 주립 대학교 대학원 경제학 석사

## 논란

### 국회 회의장 할복자해 사건
1999년 8월 12일, 국회 농림해양수산위 회의장에서 농업협동조합법 처리에 항의해 회의장 안에서 할복 자해를 하여 물의를 일으켰다. 국회의 법안심의 및 처리에 반대하며 관련단체 인사가 국회에서 할복을 기도한 것은 의정사상 초유의 일이었다. 그에 대해 국회 사무처는 20일 국회 농림해양수산위 회의실에서 지난 12일 할복한 신구범(愼久範) 축협 중앙회장과 곽민섭 축협 계육사업부 관리과장 등 축협 임직원 20명을 `국회회의장 모욕죄'로 서울지검에 고발했다. 사무처 관계자는 "이번 할복 사건은 원만한 의사진행은 물론 의정활동도 중단시킬 수 있는 중대사안"이라며 "내달 10일 개원되는 정기국회를 앞두고 재발방지 차원에서 강력한 조치를 취했다"고 밝혔다. 현행 형법은 법원의 재판이나 국회의 회의를 방해 또는 위협할 목적으로 법정이나 국회의사장 또는 그 부근에서 모욕을 하여 소동을 일으킨 자는 3년 이하의 징역 또는 700만원 이하의 벌금에 처하도록 규정하고 있다. 신구범 회장 측은 9월 23일 동아일보에 할복사건에 대한 대국민 사과 광고문을 게재하며 자신의 잘못을 시인했다.

### 뇌물청탁
제주지사 시절 대유산업 대표를 만나 양로원 운영자금 20억원을 달라고 요구, 아내가 이 돈을 송금받아 복지재단을 세우도록 했고 10억원을 추가로 복지재단 계좌로 송금받는 대신 대유산업 소재지를 관광지구로 지정해 준 혐의로 2000년 11월 기소되었다. 2003년 6월 뇌물 혐의 재판에서 1심 재판부는 무죄를 선고하였으나 2007년 11월 항소심에서는 징역 2년6개월, 이후 2008년 2월 28일 대법원이 상고를 기각 징역 2년6개월을 선고한 원심이 확정되었다.
"판사직 버리고 '아버지의 전쟁'에 온몸을 던지다" (시사IN):“판사의 금도를 지킨다는 이유로 아버지가 억울하게 감옥 가는 것을 수수방관했다는 죄책감이 큽니다. 차라리 제가 감옥에 가 있는 것이 더 편할 것 같습니다”. 부산지방법원 가정지원 신용인 판사(41·사시 40회)가 12월3일 ‘법정 구속당한 아버지를 바라보며’라는 제목으로 법원 내부 통신망에 올린 글의 일부다. 그가 억울하게 감옥 갔다고 표현한 아버지는 신구범 전 제주도 지사. 신 전 지사는 지난 11월30일 서울고법 파기환송심에서 특가법상 제3자 뇌물공여죄 혐의로 징역 2년6월을 선고받고 법정 구속됐다.

### 사전선거운동
2002년 선거를 앞두고 제주시내 한 음식점에서 열린 오현고 출신 제주도청 공무원 모임에 참석, 사전선거운동 혐의 등으로  대법원에서 벌금 150만원이 확정되었다.

## 역대 선거 결과
|  | 40.64% |

|  | 30.78% |

|  | 45.41% |

|  | 34.53% |